# خوسيه ألفاريث دي بوهوركيث
خوسيه ألفاريث دي بوهوركيث (بالإسبانية: José Álvarez de Bohórquez، ولد في 23 مارس 1895، مدريد، إسبانيا - توفي في 27 فبراير 1993) فارس إسباني.
حصل على الميدالية الذهبية في دورة الألعاب الأولمبية الصيفية عام 1928 في سباق قفز الحواجز.

## إنجازاته

### الألعاب الأولمبية الصيفية
- 1928 أمستردام  هولندا:  ميدالية ذهبية في قفز الحواجز الفرقية.